# Usedlost čp. 43 (Dlouhomilov)
Usedlost čp. 43 stojí v obci Dlouhomilov v okrese Šumperk. Je kulturní památkou ČR, která se nachází ve vesnické památkové zóně Dlouhomilov.

## Historie
V roce 1995 byla Ministerstvem kultury České republiky v Dlouhomilově část jeho území prohlášena za vesnickou památkovou zónu. Součástí památkové zóny jsou především empírové statky z první poloviny 19. století a byly zapsány do státního seznamu kulturních památek České republiky. Mezi ně náleží i kulturní památka venkovská usedlost čp. 43.

## Popis

### Exteriér
Venkovská usedlost stojí ve svahu a její součástí byly objekty obytné budovy, srubové stodoly a srubového ovčince postavené kolem dvora, který byl ohrazen zídkou se dvěma vjezdy. Stodola a ovčinec se nedochovaly.
Obytná budova stojící ve strmém svahu je přízemní zděná postavena na půdorysu obdélníku o rozměrech cca 21,4 × 9,9 m. Vyrovnání rozdílů úrovní terénu je řešeno zapuštěním sklepení budovy částečně do svahu (zahradní část), což se jeví při pohledu ze dvora, že usedlost je patrová. Vzniklým rozdílem úrovní je přístup do budovy ze dvora řešen předsazeným oboustranným otevřeným schodištěm s rovnými rameny. Pod podestou schodiště je závětří s valenou klenbou a vchod do sklepa. Na schodech jsou položeny dubové fošny. Na třech párech dřevěných sloupů, které vystupují ze zděného zábradlí, je přesahující střecha. Hlavní průčelí (dvorní) je členěno pěti okenními osami. V přízemním průčelí je uprostřed vchod do obytné části, v suterénu v první, třetí a páté ose jsou vchody do sklepa. Místo okna v druhé ose je mělký výklenek. Okna jsou obdélná, rámována bílou paspartou a dělená křížem.
U zadního průčelí je představěna terasa se zděným krbem v závětří, je krytá pultovou střechou. Štítové průčelí má tři okna a profilovanou římsou je oddělena od štítu. V lichoběžníkovém štítu jsou dvě pravoúhlá okna mezi nimiž je výklenek s obloukovým záklenkem a nad ním kruhové okno. Okna mají šambránu s redukovanýma ušima a střapci, kruhové okno pouze šambránu. Štít je rámovaný paspartou. Střecha je sedlová nad štíty s malou polovalbou.

### Interiér
V suterénu jsou tři sklepní prostory (komory a chlévy) zaklenuty stlačenými valenými klenbami s lunetami. Obytná budova má dispozici podélného dvoutraktu. Uprostřed prvního traktu je vstupní síň sklenuta dvěma poli české placky. V levé a pravé části jsou místnosti s dřevěným trámovým záklopovým stropem, které jsou podepřeny středovým průvlakem. Levá část slouží jako obývací pokoj, pravá jako jídelna s modrým kachlovým novodobým sporákem.
V druhém traktu v levé části je místnost sklenutá pruskou plackou. V pravé části jsou tři místnosti. Střední místnost s valenou klenbou, která byla černou kuchyní s dymníkem (koupelna). Vnější místnost (malá ložnice) je sklenutá plackou a vnitřní valenou klenbu.
Schodiště do podkroví a do suterénu je s chodbičkami do černé kuchyně a do zahrady umístěno za síni. V podkroví se dochovaly dva mohutné dymníky z nepálených cihel.